# كيان سياسي

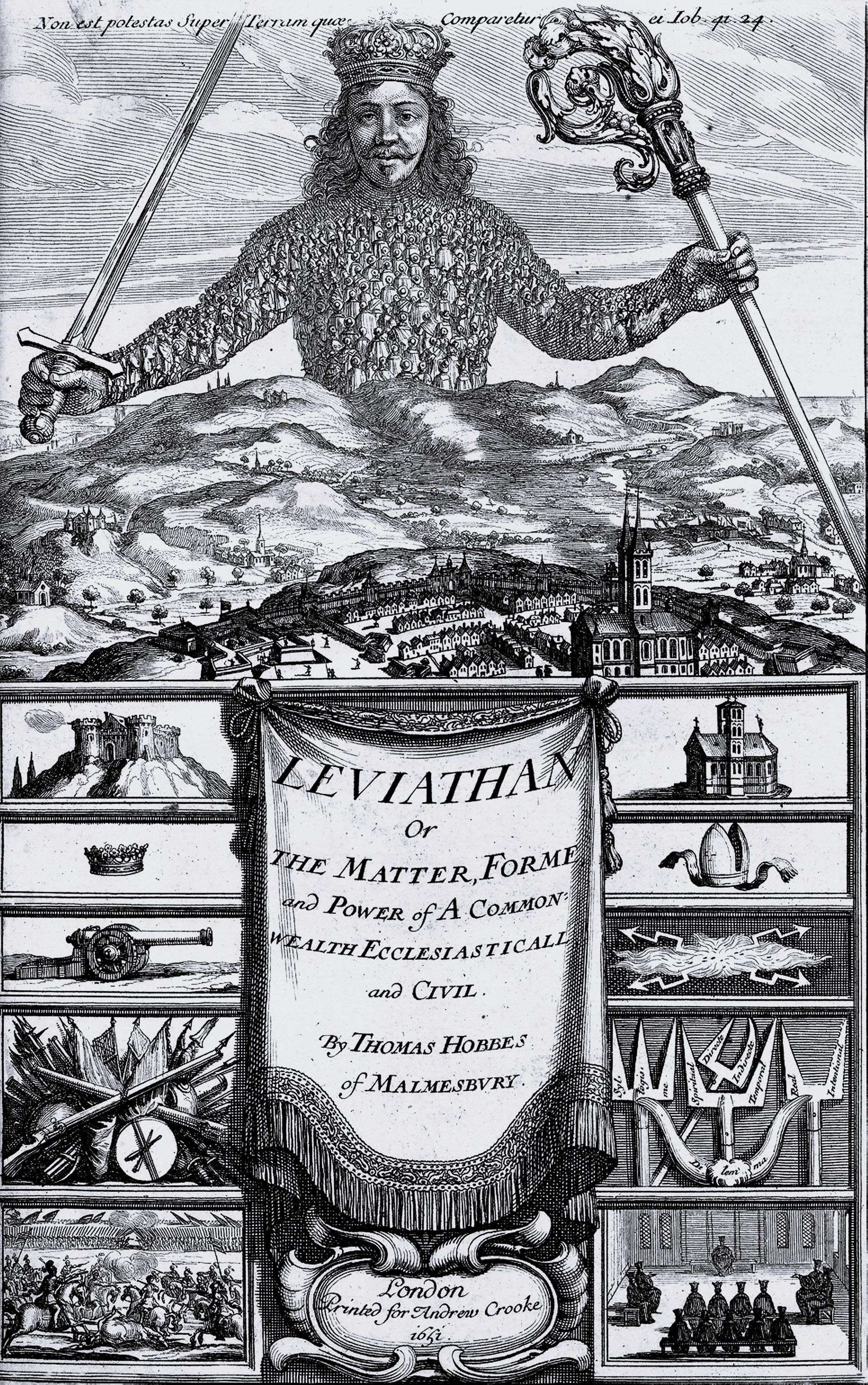
صورة في صدر كتاب "لوياثان"

الكيان السياسي هو الدولة أو إحدى سلطاتها المدنية الفرعية، مثل الإقليم، أو الولاية، أو المحافظة، أو البلدية، أو المدينة، أو المديرية. وعادة ما يُفهم أن هذا المصطلح يعني المنطقة الجغرافية ذات الحكومة المقابلة. درس توماس هوبز الكيانات السياسية من هذا المنظور في كتابه لوياثان. في القرون السابقة، كان الكيان السياسي يُفهم أيضًا على أنه يعني «الشخص الذي يمتلك السيادة»: الإمبراطور، أو الملك، أو الدكتاتور في الأنظمة الملكية والأنظمة الديكتاتورية، وجمهور الناخبين في الجمهوريات. في الوقت الحاضر، قد يشير هذا المصطلح أيضًا إلى تصوير مجموعة، مثل تلك التي تشكلت على مدى تاريخ السلالة العرقية أو الجنسية. ويتم اختيار مجالس الوزراء في الديمقراطيات الليبرالية لتمثيل الكيان السياسي.